# Reloj de cartel

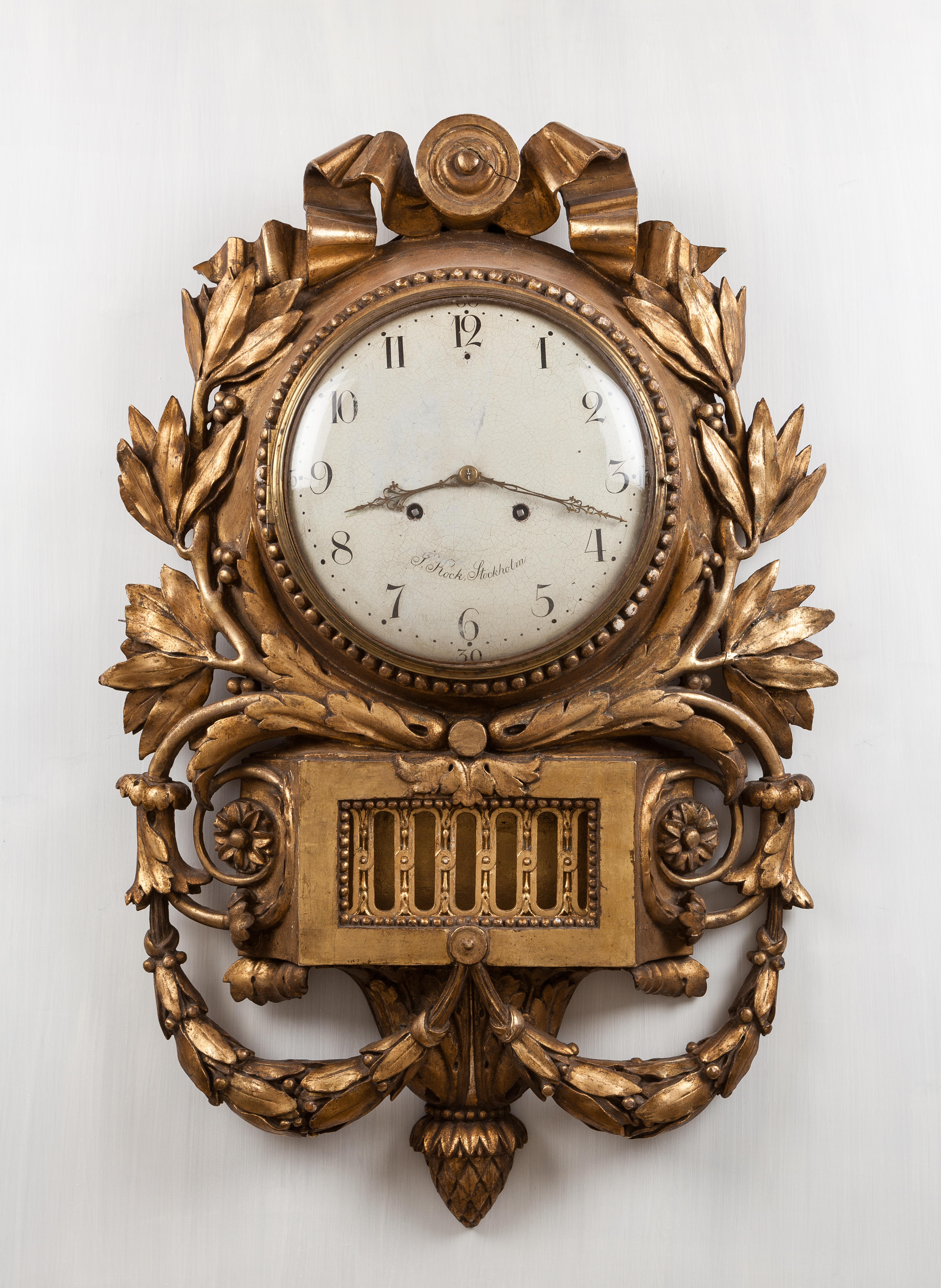
Un reloj del cartel gustaviano de finales del de Jacob Kock, Estocolmo

Un reloj de cartel es un reloj en forma de cartucho diseñado para colgar directamente en una pared, muy comúnmente ejecutado en bronce dorado al fuego (también conocido como ormolu). Deriva del reloj de soporte montado en la pared sobre  un soporte complementario característico de la Régence (1715–23), que continuó siendo desarrollado de forma elegante en París hasta la década de 1740. En París, la madera de la caja y el  soporte de la pared, concebidos como complementos en el diseño, quedaron gradualmente eclipsadas por las monturas de bronce dorado. Las cajas con soporte de bronce dorado se volvieron más comunes alrededor de 1730. La incorporación de la caja y el soporte en una sola concepción escultórica orgánica unificada, fue una invención rococó iniciada en París. Existen ejemplos rococó muy ornamentados, con diseños fluidos, asimétricos y curvilíneos, siendo el más notable una serie de relojes de cartel unificados en media docena de modelos relacionados, fechables en las décadas de 1730 y 1740 y atribuidos (algunos de ellos firmados) a Charles Cressent.

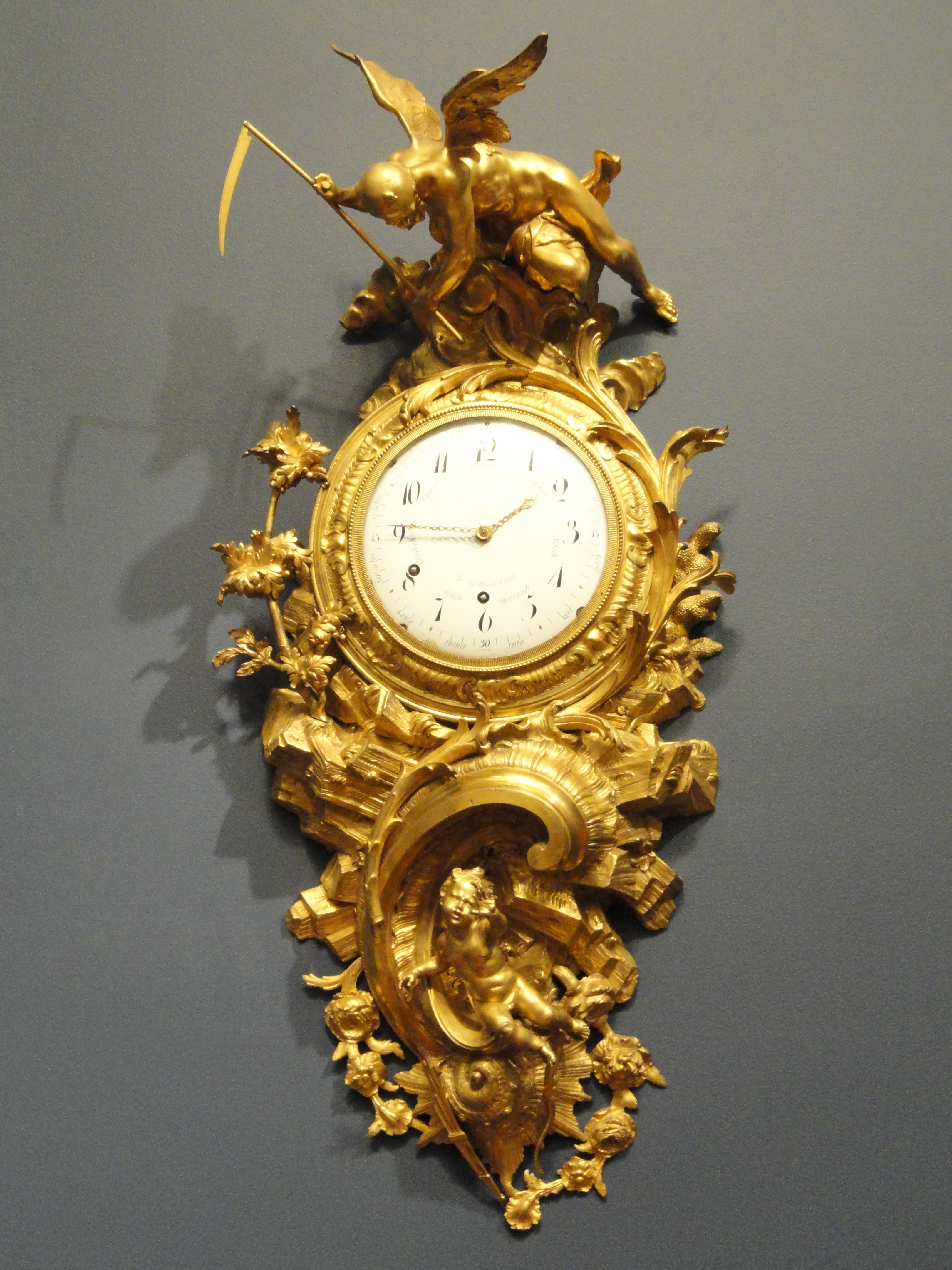
Reloj Cartel de Charles Cressent, 1745-50 (Museo de Arte Nelson-Atkins)

El estilo, que se originó en París se usó allí desde alrededor de 1730 hasta el reinado de Luis XV . Sin embargo, con el regreso del clasicismo bajo Luis XVI, los relojes de cartel cayeron en desgracia en París, donde el reloj doméstico pasó a la repisa de la chimenea. En las ciudades de provincias francesas y en otras partes del continente, los relojes de cartel se fabricaban en estilo neoclásico ( ilustración a la derecha ). El estilo se adaptó en Austria, Suecia y Suiza, con el estilo utilizado para los relojes ejecutados en madera y decorados con pan de oro . Tales relojes de cartel se fabricaron en el siglo XIX. Con el comienzo del "Segundo Rococó" alrededor de 1830, se revivieron o imitaron modelos de mediados del siglo XVIII.